# 叶尔杰提·叶尔扎提
叶尔杰提·叶尔扎提（1993年1月4日—），是一名中国足球运动员，哈薩克族。叶尔杰特于2012年加盟中乙球队新疆海棠足球俱乐部。现效力中国足球超級联赛球队青島西海岸足球俱乐部，司职守門員。